# (2801) Huygens
(2801) Huygens (1935 SU1) – planetoida z pasa głównego asteroid okrążająca Słońce w ciągu 4,69 lat w średniej odległości 2,8 j.a. Została odkryta 28 września 1935 roku w Johannesburgu przez Hendrika van Genta. Nazwa planetoidy została nadana na cześć Christiaana Huygensa, holenderskiego astronoma, matematyka i fizyka.